# Gui Santos
Guilherme Carvalho dos Santos (conocido como Gui Santos, Brasilia, 22 de junio de 2002) es un jugador de baloncesto brasileño que pertenece a la plantilla de los Golden State Warriors de la NBA, asignado actualmente a su filial en la G League, los Santa Cruz Warriors. Con 1,98 metros de estatura, juega en la posición de alero.

## Trayectoria deportiva

### Liga brasileña
Santos hizo su debut profesional con Minas del Novo Basquete Brasil (NBB) durante la temporada 2018-19. Dos años después, ingresó en el quinteto titular. En abril de 2021 fue incluido en el equipo mundial de Nike Hoop Summit. El 21 de abril se declaró elegible para el draft de la NBA de 2021, pero tras no ser elegido regresó a su equipo.
En la temporada 2021-22 fue nombrado Sexto Hombre del Año de la NBB después de promediar 10,1 puntos y 5,1 rebotes durante la temporada.

### NBA
Fue elegido en la quincuagésimo quinta posición del Draft de la NBA de 2022 por los Golden State Warriors. Tras disputar las ligas de verano de la NBA, regresó a Minas. Posteriormente, se unió al equipo afiliado a los Warriors en la NBA G League, los Santa Cruz Warriors, para disputar la temporada 2022-23.
El 7 de noviembre de 2023, Santos firmó un contrato con los Golden State Warriors.

## Selección nacional
Santos guio a la selección de baloncesto de Brasil sub-17 a la conquista del Sudamericano de Santiago de Chile en 2019. 
Hizo su debut con la selección absoluta en febrero de 2020 en un partido ante Uruguay por la clasificación para la FIBA AmeriCup de 2022.
Durante agosto y septiembre de 2023 fue integrante de la selección de Brasil que participó en el Mundial de 2023 celebrado en Asia, y que finalizó en decimotercer lugar.
Entre julio y agosto de 2024 fue parte de la selección absoluta de Brasil, que disputó los Juegos Olímpicos de París, finalizando en séptima posición.

## Estadísticas de su carrera en la NBA

### Temporada regular
| Año     | Equipo       | PJ | PT | MPP  | %TC  | %3P  | %TL  | RPP | APP | ROB | TPP | PPP |
| ------- | ------------ | -- | -- | ---- | ---- | ---- | ---- | --- | --- | --- | --- | --- |
| 2023-24 | Golden State | 23 | 0  | 8.4  | .509 | .370 | .941 | 2.1 | .6  | .2  | .1  | 3.6 |
| 2024-25 | Golden State | 56 | 2  | 13.6 | .458 | .330 | .690 | 3.1 | 1.4 | .4  | .2  | 4.1 |
| Total   | Total        | 79 | 2  | 12.1 | .470 | .338 | .763 | 2.8 | 1.2 | .4  | .2  | 3.9 |

### Playoffs
| Año   | Equipo       | PJ | PT | MPP | %TC  | %3P  | %TL  | RPP | APP | ROB | TPP | PPP |
| ----- | ------------ | -- | -- | --- | ---- | ---- | ---- | --- | --- | --- | --- | --- |
| 2025  | Golden State | 10 | 0  | 7.2 | .529 | .400 | .667 | 1.2 | .8  | .3  | .1  | 2.6 |
| Total | Total        | 10 | 0  | 7.2 | .529 | .400 | .667 | 1.2 | .8  | .3  | .1  | 2.6 |